# 安格曼症候群
安格曼症候群，又稱天使人症候群（英文原名為「Angelman syndrome」，以最先歸納出這種症候群的英國兒科醫生哈里·安格曼命名）前稱快樂木偶症，是一種基因缺陷而造成的疾病，於1965年發現。罹患此症的小孩，臉上常有笑容，缺乏語言能力、過動，且伴有智障。患者中約80%會有癲癇症狀、約50%患有小頭症。一般於1歲確診。
天使人症候群的病因是由於來自母親的第15號染色体印跡基因區15q部份缺陷，或同時擁有兩條來自父親的帶有此缺陷的第15號染色體。相反，若基因缺陷來自父親，或同時擁有兩條來自母親的基因缺陷，則會造成普瑞德威利症候群（Prader-Willi syndrome）。
本病暫未有藥物。醫生或會處方抗癲癇藥物予出現此症狀的患者。本病對預期壽命影響不大。 
本病發病率為12000至20000分之一，男女發病率相等。
天使人症候群患者腦部結構通常正常，但是腦電圖掃描（EEG）卻經常可觀察到腦電波異常的情況。